# 玄武湖街道
玄武湖街道，是中国江苏省南京市玄武区下辖的一个街道，位于钟山西麓，玄武湖东岸，西临锁金村街道。
玄武湖街道原为栖霞区玄武湖镇，1995年划入玄武区，改制为街道。玄武湖街道面积12.6平方公里，人口32649人（2004年）.

## 下辖社区
玄武湖街道下辖9个居委会：
板仓社区、花园路社区、蒋王庙社区、樱铁村社区、樱驼花园社区、东方城社区、聚宝山社区、仙鹤门社区、仙居雅苑社区和徐庄社区。